# Казарновская, Любовь Юрьевна
Любо́вь Ю́рьевна Казарно́вская (род. 18 июля 1956, Москва, СССР) — советская и российская оперная и камерная певица, актриса, театральный педагог, общественный деятель. Является художественным руководителем кафедры академического вокала Института современного искусства, почётным профессором Московского экономического института (2016). Лауреат премии Ленинского комсомола (1986).

## Биография
Родилась в семье генерала Юрия Игнатьевича и филолога Лидии Александровны Казарновских. Обучалась на факультете музкомедии Гнесинского института. Дебютировала в 21 год на сцене МАМТ им. К. С. Станиславского и Вл. И. Немировича-Данченко в партии Татьяны («Евгений Онегин» Чайковского). С 1974 по 1978 год проживала в Ереване.
В 1982 году окончила Московскую консерваторию, в 1985 году — аспирантуру при ней (класс Е. И. Шумиловой).
В 1981—1986 годах продолжала сольную карьеру в МАМТ имени К. С. Станиславского и Вл. И. Немировича-Данченко. Пела ведущие партии в «Иоланте» Чайковского, «Паяцах» Леонкавалло, «Богеме» Пуччини, «Сказании о невидимом граде Китеже» Римского-Корсакова и других операх. В 1986—1989 годах — солистка ЛАТОБ им. С. М. Кирова.
— Кто вы — поющая актриса или играющая певица?
— Поющая актриса. Когда я была на третьем курсе консерватории, мне подарили записи молодой Каллас, её дебют в Гранд-опера. Я слушала до одурения. Но с тех пор я придерживаюсь правила: лучше быть первой Казарновской, чем 25-й Каллас.
С 1989 года выступает за рубежом, начиная с выступления на Зальцбургском фестивале 1989 года в Реквиеме Дж. Верди. Исполняла ведущие роли на сцене нью-йоркской Метрополитен-опера c 1992 года, миланской Ла Скала с 1996 года.
С 2015 года художественный руководитель кафедры академического вокала Институт современного искусства.

### Личная жизнь
- Отец — Юрий Игнатьевич Казарновский (1922—2014), генерал-майор.
- Мать — Лидия Александровна Казарновская (дев. Буткевич) (ум. 1992).
- Старшая сестра — Наталья Юрьевна Бокадорова (1948—2017), профессор Сорбоннского университета, искусствовед. Умерла от рака лёгких.
- В 1989 году вышла замуж за австрийского продюсера хорватского происхождения Роберта Росцика.
- В 1993 году у пары родился сын Андрей.

## Общественная деятельность
В 1997 году учредила «Фонд Любови Казарновской» для поддержки российской оперы.
В 2000 году была председателем правления Русского музыкального просветительского общества.
В 2006—2009 годах — автор и ведущая программы «Романтика романса» на телеканале «Культура», в 2009—2015 годах вела авторскую программу «Вокалиссимо» на радио «Орфей».
В 2011 году была членом жюри проекта первого канала «Призрак Оперы». С 3 марта по 26 мая 2013 года была одной из четырёх членов жюри первого сезона шоу «Один в один!». Со 2 марта 2014 года — член жюри шоу перевоплощений «Точь-в-точь» на Первом канале. В 2015 году была членом жюри от России на конкурсе песни «Евровидение-2015».
Летом 2015 года Казарновская посетила территорию Нагорного Карабаха, где провела мастер-класс в музыкальном колледже. Министерство иностранных дел Азербайджана раскритиковало действие певицы и внесло Казарновскую в список лиц, которым запрещён въезд в Азербайджан.

## Репертуар
В репертуаре Казарновской более 50 арий. По сведениям персонального сайта певицы, любимые роли:
- «Бал-маскарад» Джузеппе Верди — Амелия
- «Травиата» Джузеппе Верди — Виолетта
- «Сила судьбы» Джузеппе Верди — Леонора
- «Саломея» Рихарда Штрауса — Саломея
- «Евгений Онегин» Петра Чайковского — Татьяна
- «Тоска» Джакомо Пуччини — Тоска
- 1989 г. театр «Ла Скала» в Москве: «Реквием» Верди, дирижер Р. Мути
- 1992—1998 г. Тесное сотрудничество с Metropolitan Opera (США)
- 1994—1998 гг. Тесное сотрудничество с Мариинским театром
- 1997 г. — Участие в Европейской премьере оперы С. Прокофьева «Игрок» в театре «Ла Скала» (Милан)
- 1998—2000 гг. — Тесное сотрудничество с Большим театром России
- 2000 г. — Патронат единственного в мире «Детского оперного театра Любови Казарновской» (г. Дубна)

## Награды и премии
- 1981 год — Лауреат Всесоюзного конкурса имени Глинки.
- 1984 год — Гран-при конкурса молодых исполнителей Юнеско (Братислава).
- 1986 год — Лауреат премии Ленинского Комсомола.
- 1989 год — приглашение Герберта фон Караяна на музыкальный фестиваль в Зальцбурге (Австрия).
- 2000 год — включена в список 2000 самых выдающихся музыкантов XX века (Кембридж, Англия).
- Премия «Соотечественник года-2006» — за личный вклад в сохранение и развитие русской культуры и искусства за рубежом.
- 2023 год — автор четырёх книг о классическом музыкальном искусстве (издательство АСТ).
- 2023 год — присвоено звание академика РАЕН.
- Многочисленные российские и зарубежные награды за выдающиеся достижения в профессии.
- Любовь Юрьевна Казарновская является «Музыкально-культурным мостом» Россия XIX — Россия XXI веков.

## Творчество

#### Фильмография
- 1988 год — Цыганский барон — вокал Саффи (роль Киры Даниловой)
- 2005 год — Анна — Анна Романова, певица
- 2005 год — Тёмный инстинкт

#### Озвучивание
- 1959 (дубляж 2009 года) — Спящая красавица — Малефисента[6][7][8]

#### Документальные фильмы
- «Любовь Казарновская. „У моего ангела есть имя“» («Первый канал», 2016)[9]